# Ladies Tour of Norway TTT 2018
1. edycja kobiecego, drużynowego wyścigu kolarskiego Ladies Tour of Norway TTT odbyła się 16 sierpnia 2018 roku w Norwegii, start miał miejsce w Aremark, zaś meta w Halden. 
Zawody te zaliczane były do rankingu UCI Women’s World Tour, będącym serią najbardziej prestiżowych zawodów kobiecego kolarstwa. Zorganizowane zostały przed wyścigiem indywidualnym kobiet o tej samej nazwie – Ladies Tour of Norway 2018.

## Wyniki
| M-ce                    | Zespół              | Czas     |
| ----------------------- | ------------------- | -------- |
| 1                       | Team Sunweb         | 29' 53"  |
| 2                       | Mitchelton-Scott    | + 38"    |
| 3                       | Cervélo–Bigla       | + 1' 09" |
| 4                       | Canyon–SRAM         | + 1' 11" |
| 5                       | WaowDeals           | + 1' 21" |
| 6                       | Boels-Dolmans       | + 1' 37" |
| 7                       | Wiggle High5        | + 1' 44" |
| 8                       | Movistar Team       | + 2' 22" |
| 9                       | Team Virtu          | + 2' 33" |
| 10                      | Lotto–Soudal Ladies | + 2' 52" |
| Źródło: ProCyclingStats |                     |          |